# Mehran (Verwaltungsbezirk)
Mehran (persisch مهران) ist ein Schahrestan in der Provinz Ilam im Iran. Er enthält die Stadt Mehran, welche die Hauptstadt des Verwaltungsbezirks ist. 

## Kreise
- Zentral (بخش مرکزی)
- Salehabad (بخش صالح‌آباد)

## Demografie
Bei der Volkszählung 2016 betrug die Einwohnerzahl des Schahrestan 29.797. Die Alphabetisierung lag bei 85 Prozent der Bevölkerung. Knapp 65 Prozent der Bevölkerung lebten in urbanen Regionen.
| Zensusjahr | Einwohnerzahl |
| ---------- | ------------- |
| 2011       | 27.506        |
| 2016       | 29.797        |